# Acer sinopurpurascens
Acer sinopurpurascens é uma espécie de árvore do gênero Acer, pertencente à família Aceraceae.